# الحدود الإيطالية السلوفينية

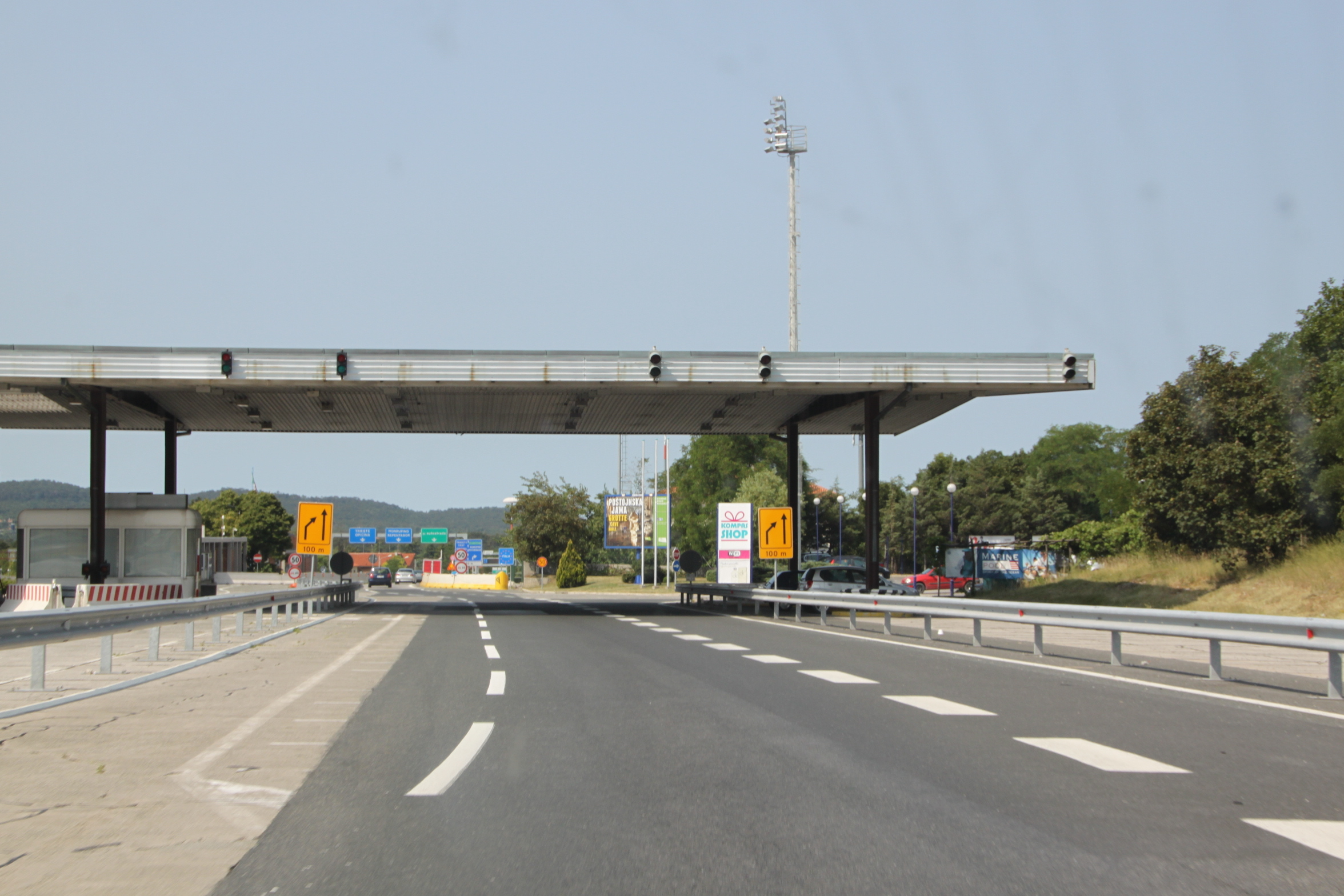
المعبر الحدودي بين مونروبينو وسيجانا

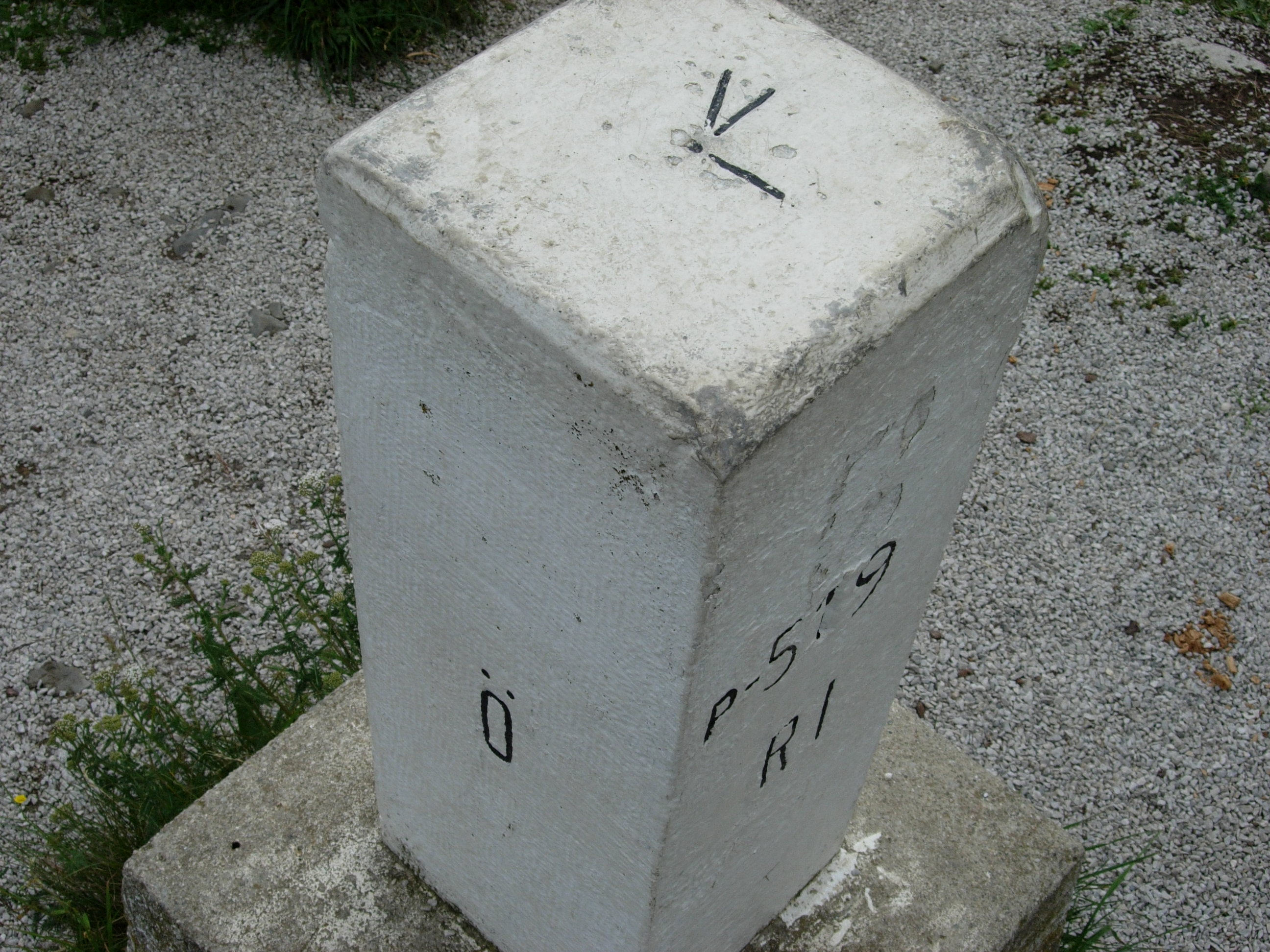
نقطة ثلاثية على الحدود بين إيطاليا وسلوفينيا والنمسا، على ارتفاع

الحدود الإيطالية السلوفينية هي الحدود البرية بين جمهورية جمهورية إيطاليا وجمهورية سلوفينيا ويبلغ طولها 232 كيلومتر (144 ميل) 

## المسار
تبدأ الحدود في جبال الألب عند النقطة الثلاثية التي تربط الحدود النمساوية الإيطالية والحدود النمساوية السلوفينية وتنتهي عند البحر الأدرياتيكي.

## معابر الطرق
- SS54 / 202
- SS54 / 203
- SR646 / 401
- SS54 / 102
- SP14 / 402
- الطريق 402 بين بودسابوتين ونوفا جوريتسا، في سلوفينيا، يمر عبر إيطاليا لمسافة 1.6 كم (1.0 ميل). تم بناؤه بعد معاهدة 1975 للاستخدام اليوغوسلافي دون رقابة على الحدود، ولكن مع وجود أسوار وجسرين فوقها.
- عدة شوارع في غوريتسيا (إيطاليا) ونوفا جوريتسا.
- A34 / H4
- SP6 / 617
- SR58 / A3 / E61 + E70
- SP10 / 205
- SS14 / E61 / 7
- SP13 / 627
- SS15 / H5
- SP14 / 406

المصدر:

## التاريخ
حتى عام 1991 كانت الحدود بين إيطاليا ويوغوسلافيا. عندما حصلت سلوفينيا على استقلالها عام 1991، أصبحت الحدود الإيطالية السلوفينية. كانت الحدود حدودًا داخلية للاتحاد الأوروبي منذ عام 2003 وحدود شنغن منذ عام 2007.
بين عامي 1920 و1947، اتجهت الحدود بين إيطاليا ومملكة يوغوسلافيا شرقاً. يعود ترسيم الحدود بين إيطاليا ويوغوسلافيا إلى معاهدة السلام مع إيطاليا عام 1947. تم إجراء بعض التغييرات في عام 1954 (عندما تم تقسيم إقليم ترييستي المستقل بين إيطاليا ويوغوسلافيا)، 1975 (معاهدة أوسيمو)  و2017 (تغيير طفيف ليعكس المسار الحالي لنهر) 